# Our Better Selves
Our Better Selves er en amerikansk stumfilm fra 1919 af George Fitzmaurice.

## Medvirkende
- Fannie Ward som Loyette Merval
- Lew Cody som Willard Standish
- Charles Hill Mailes som Henry Laurens